# 클래런스 헨리
클래런스 헨리(Clarence Henry, 1926년 3월 27일 ~ 1999년 2월 28일)는 1948년 골든 글러브 토너먼트 오브 챔피언에서 우승한 미국의 권투 선수이며 1950년대에 높은 순위의 헤비급 선수였다.

## 직업
텍사스주 샌안토니오에서 태어나 로스앤젤레스 에서 자란 헨리는 1948년 로스앤젤레스 타임즈 골든 글러브 헤비급 챔피언십에서 우승했으며 그해 시카고에서 열린 전국 골든 글러브 챔피언십 에서 우승했다. 1948년 4월, 그는 미국을 대표하는 시카고 골든 글러브 팀의 일원으로 벨기에의 페르낭 보시를 꺾었다.
헨리는 헤비급 치고는 조금 작았지만 폭발적인 펀치를 날렸다. 로스앤젤레스에서 싸우면서 그는 캘리포니아 헤비급 챔피언십과 태평양 연안 헤비급 챔피언십에서 우승했고, 1952년 6월 26일, 헨리는 무어가 조이 맥심으로부터 라이트 헤비급 타이틀을 획득하기 6개월 전(무게 184¾ 파운드)에 아치 무어와 경기를 치렀다. 무어의 176까지 lbs인 헨리의 전성기에는 3위 헤비급 선수였다.

### 체포와 은퇴
1949년, 전 헤비급 챔피언 잭 뎀시가 그의 매니저가 되었지만, 갱스터 프랭크 "블링키" 팔레르모가 결국 그의 계약을 소유하게 되었다. 1954년 6월 4일, 헨리는 미래의 세계 미들급 챔피언이 될 필라델피아의 조이 지아르 델로와 함께 매디슨 스퀘어 가든에서 6월 11일 경기를 치르기 위해 캘리포니아 오클랜드의 미들급 바비 존스에게 뇌물을 주려고 시도한 혐의로 뉴욕시 에서 체포되었다. 헨리는 존스가 존스에게 15,000달러(오늘날의 펀드로 약 151,357 달러에 해당  를 제안했다고 주장하며 지아르델로가 법정에서 승소했고 헨리는 그해 링에서 은퇴하였다.

## 챔피언십 및 업적
- 콜리플라워 앨리 클럽
  - 권투 수상자 (1992)[5]